# Orléans-i Mária de las Mercedes spanyol királyné
Orléans-i Mária de las Mercedes spanyol királyné (Madrid, 1860. június 24. – Madrid, 1878. június 26.), az Orléans-házból származó francia hercegnő, XII. Alfonz spanyol király első felesége, teljes nevén Mária Mercédesz Izabella Franciska Antónia Lujza Fernanda Filippa Amália Krisztina Paula Ramóna Rita Manuéla Johanna Jozefa Anna Rafaéla Filoména Teréza.

## Élete

### Szülei, testvérei

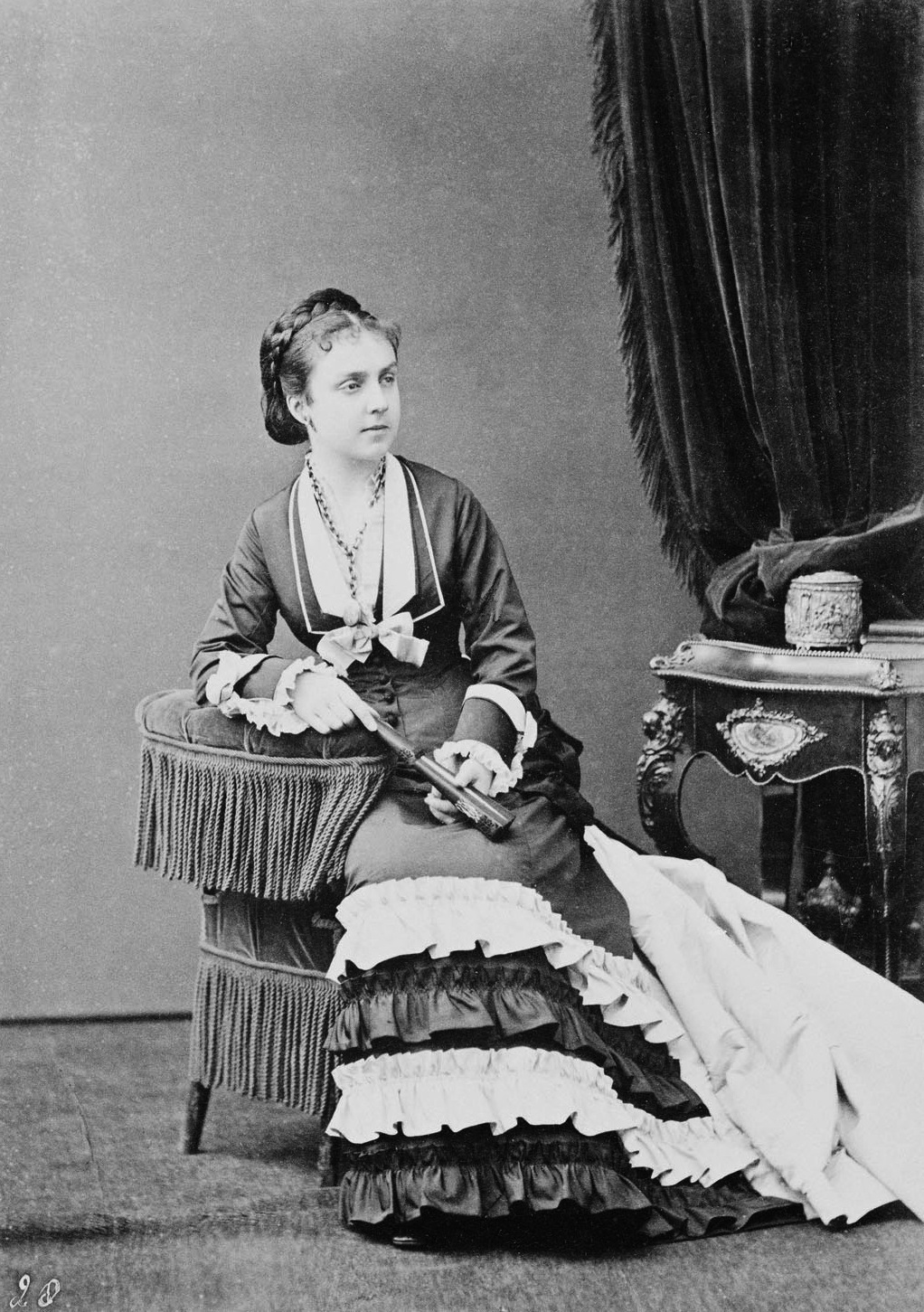
Orléans-i Mária de las Mercedes spanyol királyné, 1877/78 körül

1860. június 24-én született, Spanyolország fővárosában, a madridi királyi palotában. Apja Antoine d'Orléans (1824–1890), Montpensier hercege, I. Lajos Fülöp francia király hatodik, egyben legkisebb fia. Anyja Lujza Fernanda spanyol infánsnő (1832–1897), VII. Ferdinánd spanyol király negyedik, egyben legkisebb leánya. Szülei 1846. október 10-én házasodtak össze. Kilenc gyermekük született, de csak hatan érték meg a felnőttkort:
- Mária Izabella (1848. szeptember 21 – 1919. április 23.), 1864. május 30-án hozzáment unokatestvéréhez, Orléans-i Fülöp herceghez (I. Lajos Fülöp francia király unokájához), akinek nyolc gyermeket szült (Amélia, Lajos Fülöp, Heléna, Károly, Izabella, Jacques, Lujza és Ferdinánd)
- Mária Amélia (1851–1870)
- Mária Krisztina (1852–1879)
- Mária de la Regla (1856–1861)
- egy ismeretlen nemű, halva született csecsemő (1857)
- Fernando (1859–1873)
- Maria de las Mercedes (1860–1878)
- Fülöp Rajmund (1862–1864)
- Antónió (1866. február 23 – 1930. december 24.), ő 1886. március 6-án feleségül vette unokanővérét, Eulália spanyol infánsnőt, aki két gyermekkel ajándékozta meg (Alfonz és Lajos Fernando)
- Lajos Mária Fülöp  (1867–1874)

Édesanyja nővére, II. Izabella spanyol királynő Mercédesznek nemcsak nagynénje volt, hanem később ő lett a hercegnő anyósa is, amikor 1878. január 23-án nőül ment a királynő egyetlen életben maradt fiához, XII. Alfonz spanyol királyhoz, aki Mercédesz elsőfokú unokatestvére volt. Mercédesz keresztszülei II. Izabella és annak férje, Ferenc lettek.

### Házassága
Életének első nyolc évét Spanyolországban töltötte, az andalúziai San Telmo Palotában, ám amikor II. Izabellát letaszították trónjáról 1868. szeptember 30-án, Mercédesz és családja vele együtt száműzetésbe kényszerült. Két évvel később, 1870. június 25-én a királynő hivatalosan is lemondott a koronáról, fia, az akkor 12 esztendős Alfonz asztúriai herceg javára. 1872-ben Mercédesz és Alfonz kölcsönösen egymásba szerettek, s Izabella tiltakozása ellenére összeházasodtak. Az anyakirálynő nem volt hajlandó megjelenni az esküvőn, mivel azt szerette volna, ha fia Blanka spanyol infánsnőt veszi feleségül, aki 1878-ban még csupán 7 éves volt. (Izabella gyűlölte Mercédesz apját, mert a herceg is részt vett az összeesküvésben, mellyel letaszították trónjáról a királynőt.)
Nem sokkal azután, hogy visszatértek nászútjukról, nyilvánvalóvá vált, hogy a királyné elkapta a tífuszt, melynek következtében elvetélt első gyermekével. A boldog frigy sajnos mindössze 5 hónapig tartott. A szerencsétlen sorsú királyné 1878. június 26-án, két nappal 18. születésnapja után elhunyt, ugyanabban a palotában, ahol nem sokkal korábban született. Az Escorialban helyezték őt végső nyugalomra, de nem az épület azon részében, ahová a gyermektelenül elhunyt királynékat volt szokás eltemetni.

### Fejlemények halála után
Halála után özvegyét, Alfonz királyt miniszterei elkezdték sürgetni, hogy nősüljön meg újra, mivel örökösre volt szüksége az országnak. A gyászoló király kénytelen-kelletlen beleegyezett, hogy ismét megházasodjon, s jelöltjei közt volt például Mercédesz nővére, az akkor 26 esztendős Mária Krisztina is, ám ő még az esküvő előtt meghalt tuberkulózis következtében.
Ekkor Alfonz választása egy másik Mária Krisztinára esett, aki egy évvel fiatalabb volt, mint a király. A főhercegnő édesapja Károly Ferdinánd osztrák főherceg volt, Károly tescheni herceg és Nassau-weilburgi Henrietta Alexandrina hercegnő második fia. Mária Krisztina rokona volt Ferenc József osztrák császárnak is, és a bécsi udvarban töltötte gondtalan gyermekkorát. Az esküvőt 1879. november 29-én tartották, de a házasság egyáltalán nem volt boldog, mert a királyné szerelmes volt férjébe, aki azonban sajnos nem tudta ezt viszonozni, és folyton szeretőket tartott. Mária Krisztina a Mária Mercédesz nevet adta legidősebb leányának (1880–1904), az előző királyné emlékére.